# Ene Franca Idoko
Ene Franca Idoko (15 juni 1985) is een Nigeriaanse sprintster die zich heeft gespecialiseerd in de kortere sprintafstanden.
In 2006 won ze met haar teamgenoten Endurance Ojokolo, Esther Dankwah, Vida Anim een bronzen medaille op de 4 x 100 m estafette bij de IAAF wereldbeker atletiek in Athene. Op de wereldkampioenschappen atletiek 2007 in Osaka sneuvelde ze in de halve finale op deze discipline.
Haar beste individuele prestatie leverde ze in 2008. Op de wereldkampioenschappen indooratletiek 2008 in het Spaanse Valencia behaalde ze een zevende plaats op de 60 m in 7,30 seconden. Op de Olympische Spelen van 2008 in Peking sneuvelde ze op de 100 m in de kwartfinale met een tijd van 11,66 seconden.

## Persoonlijke records
Outdoor
| Onderdeel | Prestatie | Datum       | Plaats      |
| --------- | --------- | ----------- | ----------- |
| 100 m     | 11,14 s   | 1 juli 2008 | Abuja       |
| 200 m     | 23,28 s   | 27 mei 2007 | Brazzaville |

Indoor
| Onderdeel | Prestatie | Datum            | Plaats   |
| --------- | --------- | ---------------- | -------- |
| 60 m      | 7,09 s    | 29 februari 2008 | Chemnitz |

## Palmares

### 60 m
- 2008: 7e WK indoor - 7,30 s

### 4 x 100 m estafette
- 2006:  Wereldbeker - 43,61